# 水林鄉
水林鄉，舊稱「水漆林」、「水燦林」，位於臺灣雲林縣西南方，南隔北港溪與嘉義縣相望。本鄉地處嘉南平原西北部，地勢平坦，氣候屬副熱帶季風氣候。相傳顏思齊曾經率領漢人登陸此地開墾，故自稱為「開台第一鄉」。

## 歷史
地名由來史實難可考，在清治末期至日治初期設有「水漆林庄」，有說法認為是「水賊林」的台語諧音，翁佳音個人發表短文猜測1644年荷蘭文獻記載荷蘭遠征軍由海路向南返回大員，經由笨港溪獵寮從（意為乞丐森林，水乞食為荷蘭獨立戰爭著名的反抗勢力）此地出海，可能即為水賊林此名的來源；亦有說法認為得名自「水漆」，即為此地原本位在海中潟湖沙洲沼澤蔓生的海檨仔紅樹林。日治1900年代可能認為水漆與「水賊」諧音不雅，改名為「水燦林庄」。1920年（大正9年）改名為「水林」沿用至今。
本地據傳聞明朝末年遺臣渡海來台灣避難之時，就有原住民散於此地耕種。清領時期1683年（康熙22年）之後，就有中國大陸的福建漳州、泉州兩地移民逐漸移居至此。1723年（雍正元年）清朝即將該地規劃於諸羅縣轄內，1888年（光緒14年）改歸轄於雲林縣。然而清治方志各版的《台灣府志》、《諸羅縣志》皆無此地的記載（有記載多處水漆林但皆非指此地），至1871年《台灣府輿圖纂要》方有此地的記載。日治時期施行廳行政改革，先改為斗六廳之後再改規畫於嘉義廳。實施地方自治又改編入台南州北港郡所屬，1920年（大正9年）改為編轄於台南州北港郡設立庄役場，並將「水燦林」改稱為「水林庄」。戰後，水林鄉隸屬台南縣，之後將其命名「水林鄉」，轄有24村。1950年10月25日國民政府施行政區域重劃，水林鄉再次改於隸屬雲林縣。

## 人口
根據雲林縣北港戶政事務所統計，2024年底水林鄉戶數約9.5千戶，人口約2.2萬人，鄉內人口最多與最少的村分別是水北村與松中村，2024年底兩村人口分別為2,325人與502人。與雲林縣其他地區相同，水林鄉面臨嚴重人口老化與少子化的問題，2024年底水林鄉人口的年齡結構中，幼年人口佔比約為6.90%，壯年人口佔比約為65.27%，老年人口佔比約為27.83%%，老化指數約為403.17%。

## 政治

### 歷屆鄉長
| 任次  | 姓名   | 政黨       | 備註               |
| ----- | ------ | ---------- | ------------------ |
| 1     | 吳金猛 |            |                    |
| 2     | 黃篆   |            |                    |
| 3     | 黃篆   |            |                    |
| 4     | 余仁配 |            |                    |
| 5     | 林松陳 |            |                    |
| 5補選 | 洪丁壬 |            |                    |
| 6     | 許水淺 |            | 停職               |
| 6     | 洪宗淇 |            | 代理               |
| 7     | 洪以文 |            |                    |
| 8     | 洪以文 |            |                    |
| 9     | 陳國益 | 親民黨     |                    |
| 10    | 陳國益 | 親民黨     |                    |
| 11    | 許裕欽 |            | 前鄉長許水淺之子   |
| 12    | 許裕欽 |            |                    |
| 13    | 陳劍松 | 親民黨     | 前鄉長陳國益之子   |
| 14    | 陳茂順 | 無黨籍     |                    |
| 15    | 陳茂順 | 無黨籍     |                    |
| 16    | 陳怡帆 | 民主進步黨 | 前鄉長陳茂順之女   |
| 17    | 陳怡帆 | 民主進步黨 | 轉任農委會專任委員 |
| 代理  | 張哲誠 |            | 雲林縣政府指派     |
| 18    | 許山埜 | 民主進步黨 |                    |
| 19    | 許山埜 | 民主進步黨 | 任內逝世           |
| 代理  | 張東凱 | 中國國民黨 | 雲林縣政府指派     |

### 鄉政組織

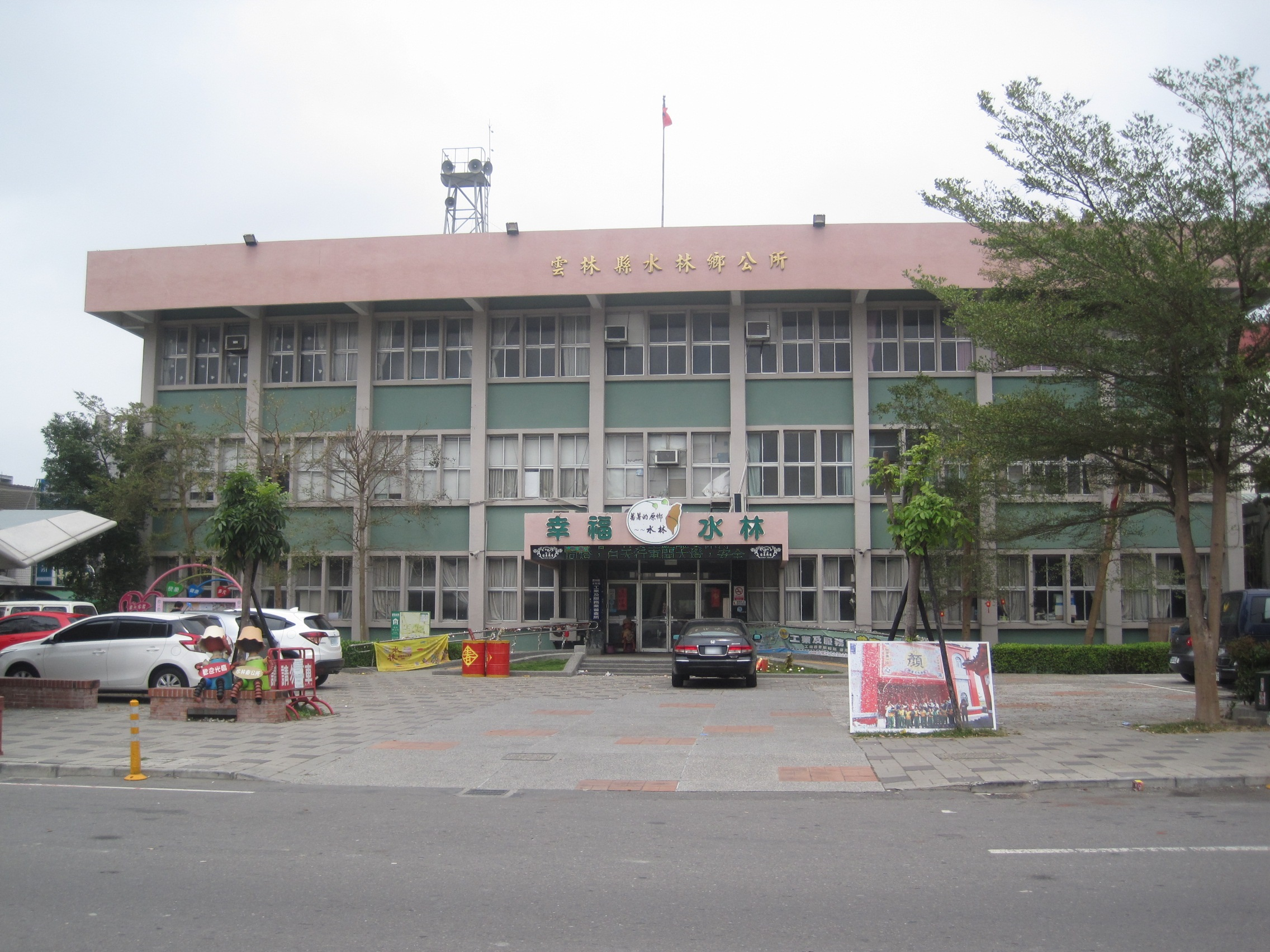
水林鄉公所

水林鄉公所是水林鄉最高層級的地方行政機關，在中華民國政府架構中為鄉自治的行政機關，同時負責執行縣政府及中央機關委辦事項，水林鄉的自治監督機關為雲林縣政府。鄉長由全體鄉民直接選舉產生，任期為四年，可連選連任一次。水林鄉公所並置鄉政會議，為鄉政最高決策機構，在鄉長之下，設有4課4室等8個內部單位及5個附屬機關。
水林鄉民代表會是水林鄉的最高民意機關，代表水林鄉全體鄉民立法和監察鄉政。鄉民代表由公民直選選出，任期為四年，可連選連任。水林鄉民代表會共有11位鄉民代表，分別為第一選區（中西區）5席鄉民代表、第二選區（北區）2席鄉民代表、第三選區（東區）3席鄉民代表、第四選區（南區）1席鄉民代表，主席、副主席由11位鄉民代表互選產生。

### 行政區
現今水林鄉行政範圍的確立，來自於1920，日本將臺灣十二廳改為五州二廳，設水林庄屬臺南州北港郡。水林庄轄水林、土間厝、春牛埔、車巷口、蕃薯厝、頂蔦松、柏子埔、後寮、溪墘、牛挑灣、食水窟、大溝、萬興、尖山等14個大字。1945年，改為「水林鄉」，屬臺南縣北港區。1950年，調整行政區域，水林鄉改隸新成立的雲林縣。
水林鄉共轄24個村，其行政區域分布情形為：
| 次分區 | 村名   | 村名   | 村名   | 村名   | 村名   | 村名   | 村名   | 村名   |
| ------ | ------ | ------ | ------ | ------ | ------ | ------ | ------ | ------ |
| 中西區 | 水北村 | 水南村 | 萬興村 | 順興村 | 大溝村 | 尖山村 | 大山村 | 後寮村 |
| 北區   | 春埔村 | 蘇秦村 | 灣東村 | 西井村 | 車港村 | 灣西村 |        |        |
| 南區   | 松北村 | 蕃薯村 | 山腳村 | 松中村 | 松西村 | 塭底村 | 欍埔村 |        |
| 東區   | 海埔村 | 土厝村 | 溪墘村 |        |        |        |        |        |

## 教育

### 高級中等學校
- 雲林縣立蔦松藝術高級中等學校

### 國民中學
- 雲林縣立水林國民中學
- 雲林縣立蔦松藝術高級中等學校國中部

### 國民小學
- 雲林縣水林鄉水燦林國民小學
  - 和安分校
- 雲林縣水林鄉文正國民小學
- 雲林縣水林鄉尖山國民小學
- 雲林縣水林鄉蔦松國民小學
- 雲林縣水林鄉大興國民小學
- 雲林縣水林鄉中興國民小學
- 雲林縣水林鄉宏仁國民小學
- 雲林縣水林鄉誠正國民小學

## 文化
- 水林教會位於水林市區東側，為水林鄉之基督信仰中心之一，由北港教會分設，至今已有60年歷史，且有新舊兩棟禮拜堂。原水林鄉美軍營養工作站列雲林縣歷史建築。

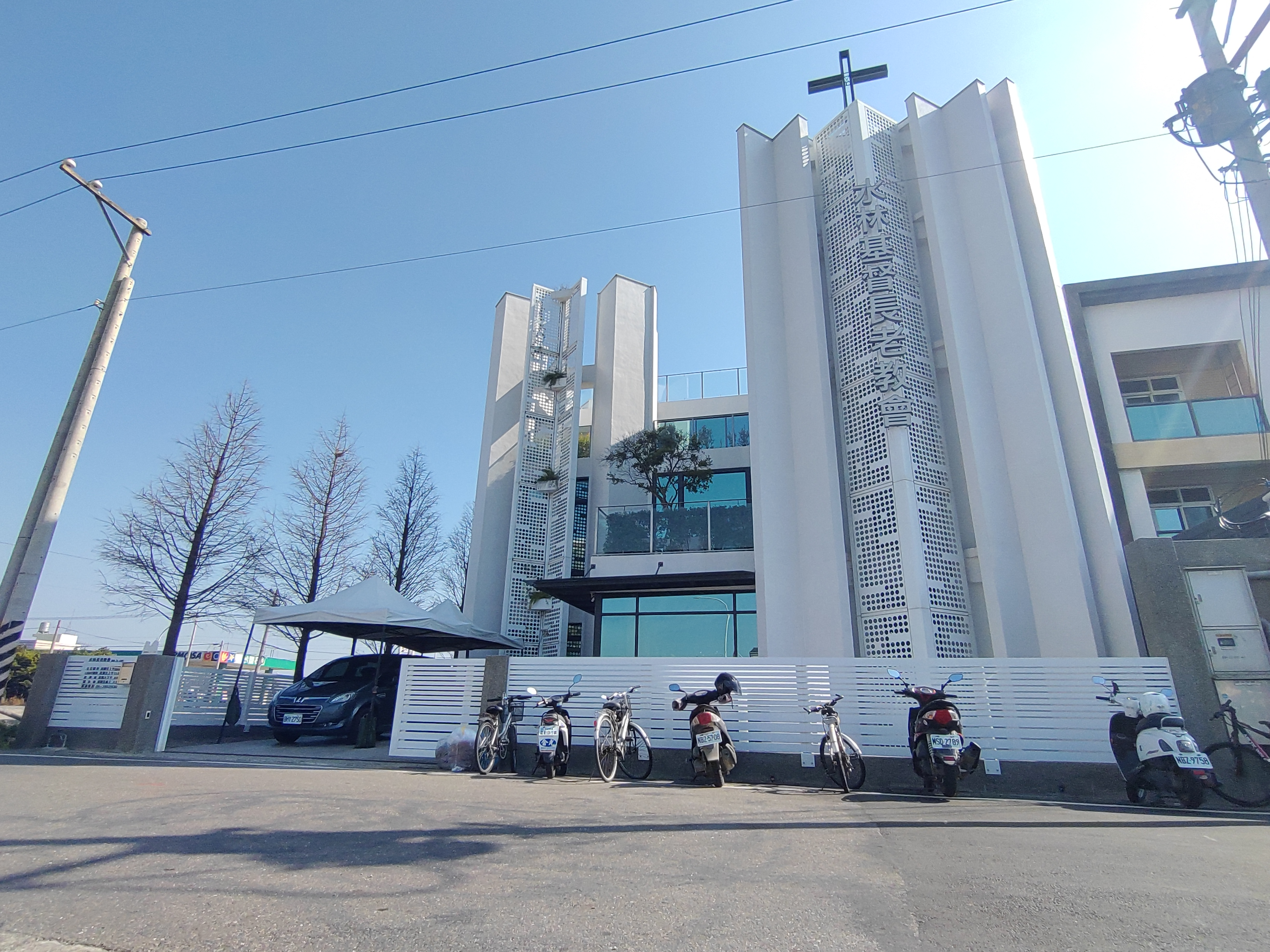
水林教會禮拜堂，位於東陽街
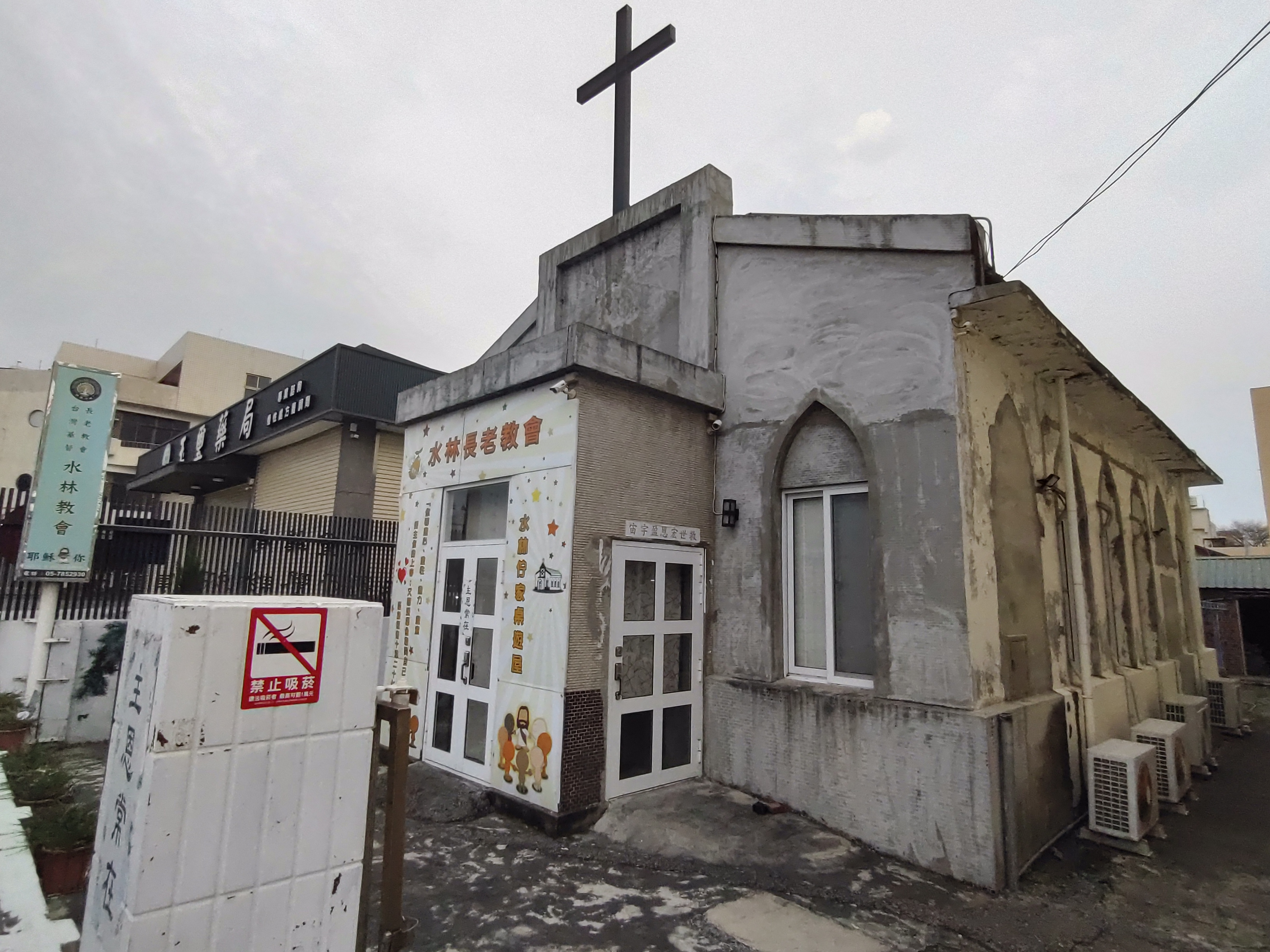
水林教會舊禮拜堂，位於縣道164號水林路上

- 水林聖母顯靈聖牌堂為水林鄉之基督信仰中心之一，由天主教嘉義教區管轄，開教迄今已逾60年。

## 交通

### 鐵路
水林鄉境內無鐵路經過，最鄰近之鐵路車站為高鐵嘉義站。

### 公車資訊
- 嘉義客運
  - 203 豐德宮－北港
  - 7221 北港－三條崙－臺西
  - 7222 北港－萡子寮－三條崙
  - 7223 北港－金湖
  - 7224 北港－宜梧
- 臺西客運
  - 7136 西螺－二崙－北港（延駛水林國中）
- 統聯客運
  - 1633 臺北－北港－四湖鄉
  - 1650 高雄－北港－口湖－三條崙
  - 1651 高雄－北港－四湖－三條崙

### 公路
- 縣道155號
- 縣道164號

## 特產
- 黑豆
- 花生
- 桑椹
- 藥草
- 番薯
- 番茄
- 蒜頭

## 旅遊
- 蔦松彩繪村
- 車港七角井
- 中庄七角井

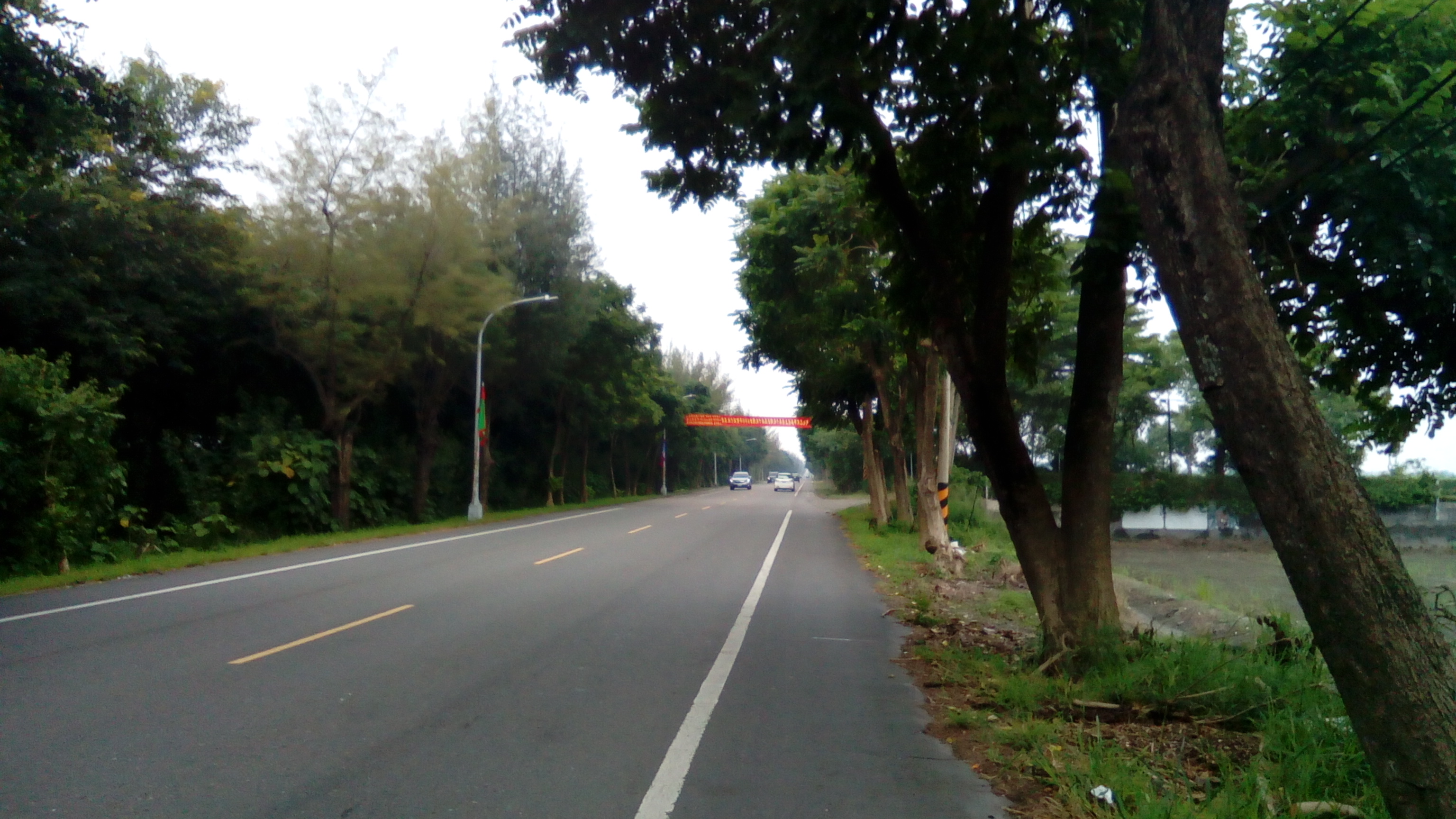
水林綠色隧道(164縣道)

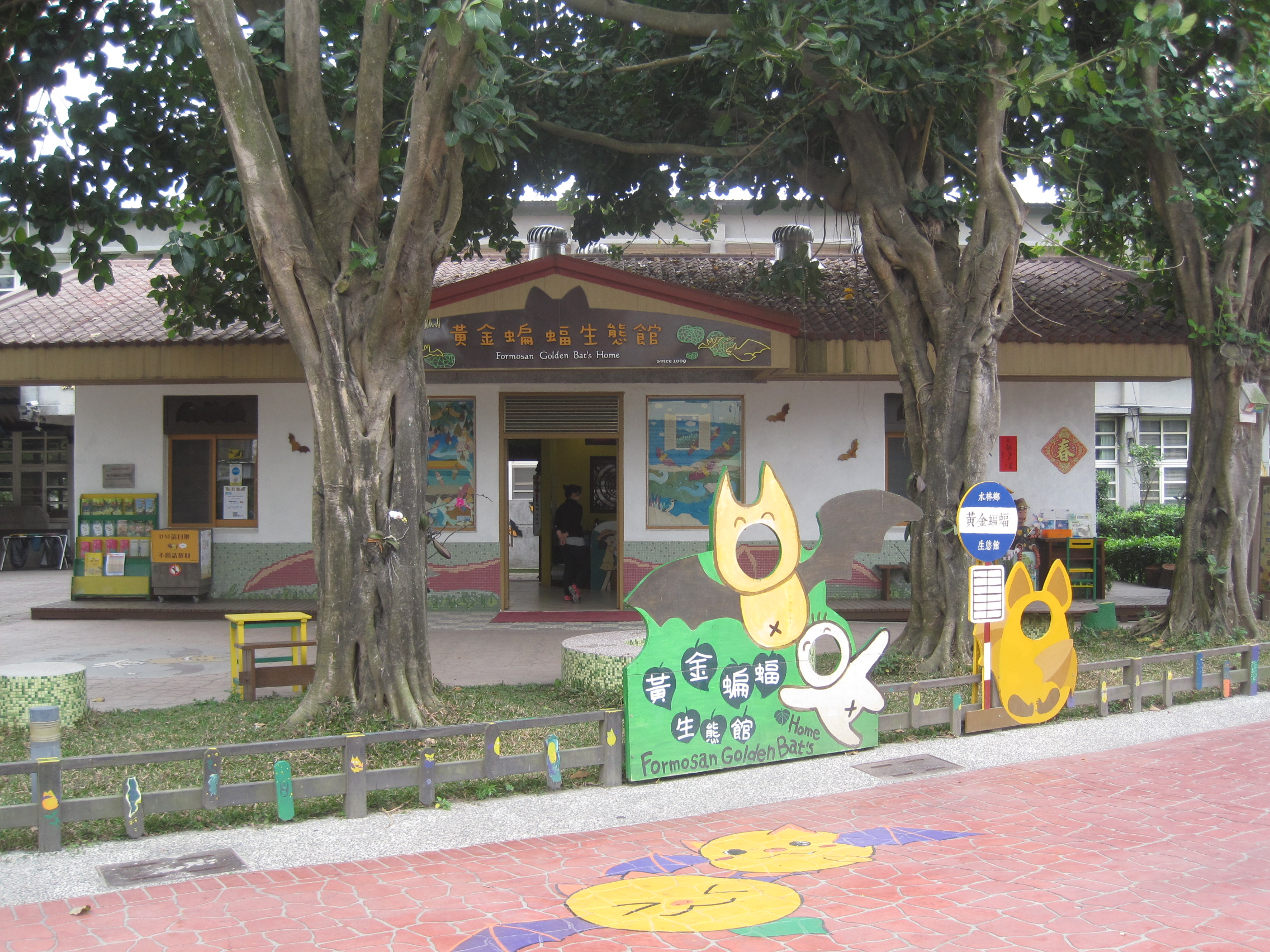
黃金蝙蝠生態館

- 通天府：位於水林鄉水北村，為村內重要的信仰中心，創建於康熙末年，歷經民國37年春、民國71年農曆正月初一（安座大典）等多次整建成現貌，供奉的主神為溫府千歲（前有保印將軍、護劍將軍、中壇元帥、虎爺等）、右廂房註生娘娘、左廂房福德正神；二樓玉皇大帝、左廂房觀世音菩薩、右廂房地藏王菩薩，每年農曆6月20日祭典，有溫府千歲（大陸原奉請神尊：374年；誕辰農曆十一月初一）、觀世音菩薩（農曆六月十九）、虎爺（誕辰農曆六月初六）等神尊轎班出巡；且每五年一次再前往北港朝天宮、褒忠馬鳴山，請媽祖、五年王爺祭典。
- 通天宮：土厝村本無廟宇，光復後村民為祈求本村落居家平安、五穀豐收，常於年中前往附近廟宇迎神來膜拜，臨時搭建供奉神諸多不便，又鑒於村民集會無適當場所，乃於民國六十二年初在村民大會中決議建廟，並在會中推荐陳天數先生等人組建廟委員會。委員會擇吉日良時前往南鯤鯓代天府、馬鳴山鎮安宮、光大寮馬王廟、北港朝天宮祈神建廟，經馬府千歲及天上聖母擇定現址，並由馬府千歲示名為「通天宮」隨即購地興建。
- 法輪寺
- 水林龍寶殿
- 蕃薯厝順天宮
- 黃金蝙蝠生態館
- 塭底濕地
- 七星宮
- 古地圖尖山汕遺址(待調查)

## 外部連結
- 水林鄉公所 （页面存档备份，存于）
- 我愛水林的Facebook專頁